# Фридрих III Благочестивый
Фридрих III Благочестивый (нем. Friedrich III der Fromme; 14 февраля 1515, Зиммерн — 26 октября 1576, Гейдельберг) — курфюрст пфальцский, сын пфальцграфа Иоганна II Зиммернского.

## Биография
В юности получил прекрасное воспитание. В 1537 году Фридрих женился на Марии, дочери кульмбахского маркграфа Казимира, и под её влиянием выступил в 1546 году сторонником Реформации. Многодетная семья Фридриха бедствовала, пока в 1557 году он не получил Пфальц-Зиммерн, а в 1559 году и Пфальцское курфюршество, унаследованное от бездетного Отто Генриха, со смертью которого прекратилась старшая пфальцская линия.

## Поддержка кальвинизма
Сторонник реформатского вероисповедания, Фридрих в борьбе между лютеранами и реформатами принял сторону последних. Большое влияние имел Фридрих и на редакцию «Гейдельбергского катехизиса», составленного реформатскими богословами Захарией Урсином и Каспаром Олевианом и легшего в основу кальвинистского учения. Когда он стал настаивать, чтобы Пфальц присоединился к реформатскому учению, многие лютеране стали покидать страну. Введением кальвинизма в стране Фридрих вызвал сильное неудовольствие среди немецких протестантов. Стали даже оспаривать у кальвинистов право на свободу вероисповедания, обеспеченную по аугсбургскому религиозному миру в 1555 году всем, державшимся аугсбургского вероисповедания. Фридриху пришлось выдержать упорную борьбу, защищая кальвинистов. Только благодаря своей энергии, он вышел из неё победителем. И в своей собственной семье ему пришлось встретить противников кальвинизма: его старший сын Людвиг был лютеранин. Фридрих находился в дружеских сношениях со всеми противниками габсбургско-католической партии в Европе: в Англии, Франции и Нидерландах он постоянно помогал протестантам. В 1568 году он послал сына Иоганна Казимира на помощь французским гугенотам, а во время восстания Нидерландов поддержал восставших своими войсками. Заботился о развитии просвещения в своей стране; много сделал для Гейдельбергского университета.

## Семья
12 июня 1537 женился на Марии Бранденбург-Кульмбахской, дочери маркграфа Казимира Бранденбург-Кульмбахского. Бракосочетание состоялось в Кройцнахе. В этом браке родились 11 детей:
- Альберта (1538—1553)
- Людвиг VI (1539—1583), курфюрст Пфальца; женат с 1560 на Елизавете, принцессе гессен-кассельской (1539—1582), с 1583 — на Анне Кирксена
- Елизавета (1540—1594), замужем за Иоганном Фридрихом II
- Герман Людвиг (1541—1556)
- Иоанн Казимир (1543—1592), женат на Елизавете Саксонской (1552—1590)
- Доротея Сусанна (1544—1592), замужем за Иоганном Вильгельмом (1530—1573), герцогом Саксен-Веймарским
- Альбрехт (1546—1547)
- Анна Елизавета[нем.] (1549—1609), замужем за Филиппом II (1541—1583), ландграфом Гессен-Рейнфельса, затем за Иоганном Августом[нем.] (1575—1611), пфальцграфом Лютцельштейна
- Кристоф (1551—1574), погиб в битве при Моке
- Карл (1552—1555)
- Кунигунда Якобея (1556—1586), с 1580 замужем за Иоганном VI (1536—1606), графом Нассау-Дилленбурга.

25 апреля 1569 в Гейдельберге Фридрих вступил во второй брак с Амалией Нейенарской (1540—1602), вдовой графа Генриха фон Бредероде. Брак остался бездетным.